# Lương phi
Lương phi (chữ Hán: 良妃) là một tước hiệu được phong cho các phi tần trong thời phong kiến ở vùng Á Đông.

## Trung Quốc

### Minh
- Vương Lương phi, phi tần của Minh Hy Tông.

### Thanh
- Lương phi Giác Thiền thị, cũng gọi Vệ thị, phi tần của Thanh Thánh Tổ Khang Hi.

## Việt Nam
- Nhất giai Lương phi Võ Thị Viên, sủng phi của Nguyễn Hiến Tổ Thiệu Trị.